# Грб Комора
Грб Комора је званични хералдички симбол афричке острвске државе Савез Комора. Грб је усвојен 1. октобра 1978. године.

## Опис
Амблем се састоји од полумесеца у центру, на којем се налазе четири звезде као и на застави. Иза полумесеца се налази тзв. Звезда из Таџоуре. Око средишњег амблема је исписано бивше име државе (Федерална Исламска Република Комори) на француском и арапском језику.
Амблем обухватају две маслинове гране и државно гесло на француском, „јединство, правда, напредак“.